# Regierung Schlüter II
Die Regierung Schlüter II (dän. regeringen Poul Schlüter II) unter Ministerpräsident Poul Schlüter war die dänische Regierung vom 10. September 1987 bis zum 3. Juni 1988.
Die Regierung war das 62. Kabinett seit der Märzrevolution und bestand aus der Venstre, der konservativen Volkspartei, der christlichen Volkspartei und den Zentrumsdemokraten. Der Posten des Grönlandministers wurde abgeschafft und der Posten eines Gesundheitsministers wurde geschaffen.

## Kabinettsliste
Die Parteien werden mit ihrer Wahllistenbezeichnung abgekürzt: Venstre = V; Det Konservative Folkeparti = C; Kristeligt Folkeparti = Q; Centrum-Demokraterne = D
| Ressort                                | Name                      | Partei | Lebensdaten |
| -------------------------------------- | ------------------------- | ------ | ----------- |
| Ministerpräsident                      | Poul Schlüter             | C      | * 1929      |
| Äußeres                                | Uffe Ellemann-Jensen      | V      | * 1941      |
| Finanzen                               | Palle Simonsen            | C      | 1933–2014   |
| Verteidigung                           | Bernt Johan Holger Collet | C      | * 1941      |
| Inneres                                | Thor Pedersen             | V      | * 1945      |
| Justiz                                 | Erik Ninn-Hansen          | C      | 1922–2014   |
| Wirtschaft                             | Knud Enggaard             | V      | * 1929      |
| Umwelt                                 | Christian Christensen     | Q      | 1925–1988   |
| Verkehr                                | Frode Nør Christensen     | D      | * 1984      |
| Soziales                               | Mimi Jakobsen             | D      | * 1948      |
| Energie                                | Svend Erik Hovmand        | V      | * 1945      |
| Arbeit                                 | Henning Dyremose          | C      | * 1945      |
| Fischerei und nordische Zusammenarbeit | Lars P. Gammelgaard       | C      | 1945–1994   |
| Wohnungen                              | Flemming Kofod-Svendsen   | Q      | * 1944      |
| Landwirtschaft                         | Laurits Tørnæs            | V      | * 1936      |
| Kirche                                 | Mette Madsen              | V      | 1924–2015   |
| Kultur und Kommunikation               | Hans Peter Clausen        | C      | 1928–1998   |
| Bildung und Forschung                  | Bertel Haarder            | V      | * 1944      |
| Steuern                                | Anders Fogh Rasmussen     | V      | * 1953      |
| Industrie                              | Nils Wilhjelm             | C      | 1936–2018   |
| Gesundheit                             | Agnete Laustsen           | C      | * 1935      |